# 日本發條三澤公園球場
35°28′09″N 139°36′13″E / 35.469156°N 139.603744°E
日本發條三澤公園球場（日语：ニッパツ三ツ沢球技場）, 原名為橫濱三澤公園球場（日语：横浜三ツ沢球技場）是位於日本橫濱市神奈川區三澤公園的一座專用足球場，於1955年落成，可容納15,454人。目前作為日職球隊橫濱FC以及日本足球聯賽球隊橫濱體育及文化會的主場，日職球隊橫濱水手雖然以橫濱國際綜合競技場作為主場，但部分賽事亦會安排三澤公園球場進行；1999年解散的橫濱飛翼同樣曾經以這座球場作為主場。1964年東京夏季奧運會期間，三澤公園球場曾舉辦過部分足球預賽，也是1979年國際足協世界青年錦標賽的比賽場地之一。
2008年3月，總公司位於橫濱市的發條製造廠日本發條獲得球場冠名權，更名為日本發條三澤公園球場。

## 圖集

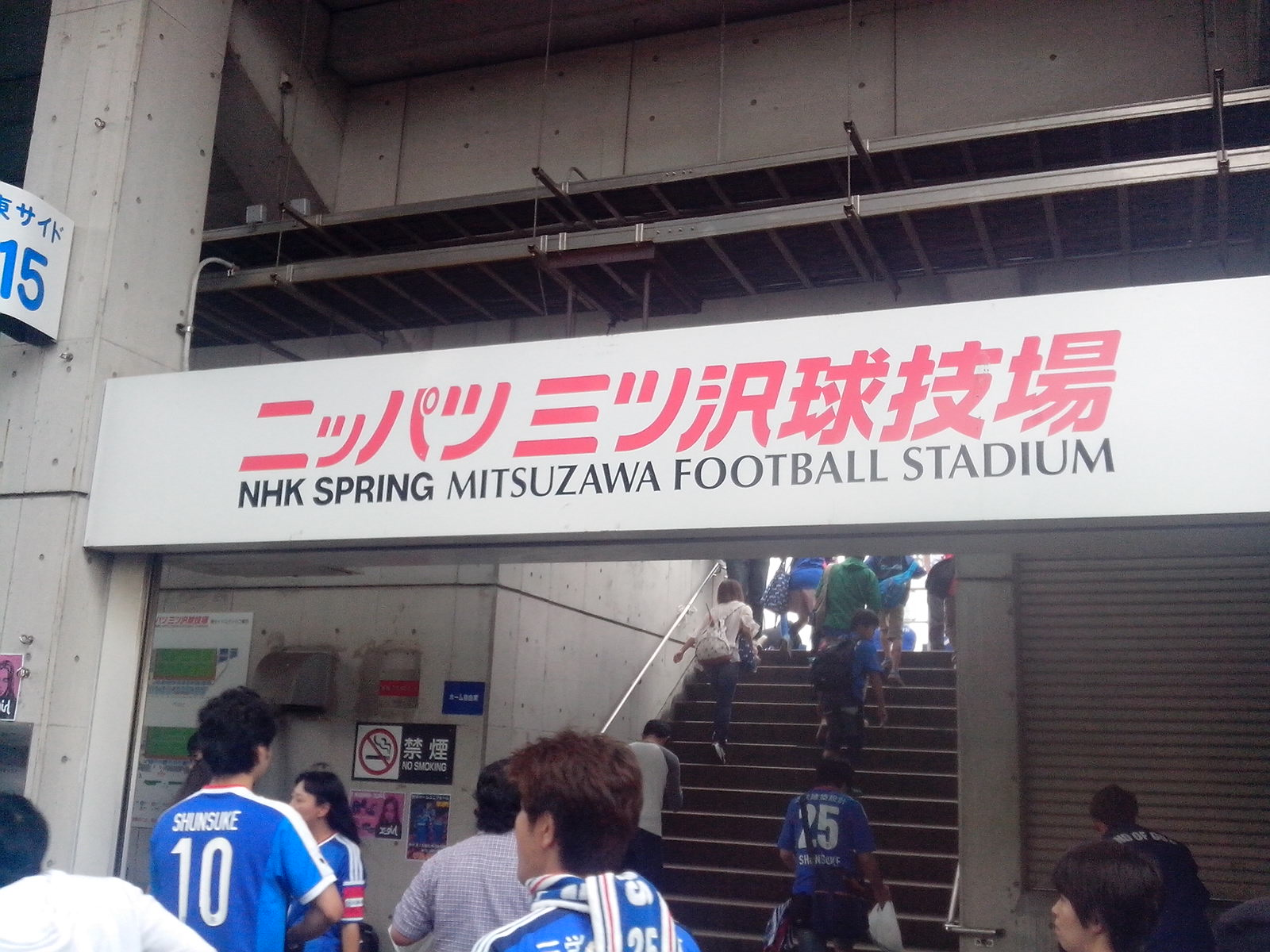
球場名牌（2014年9月）
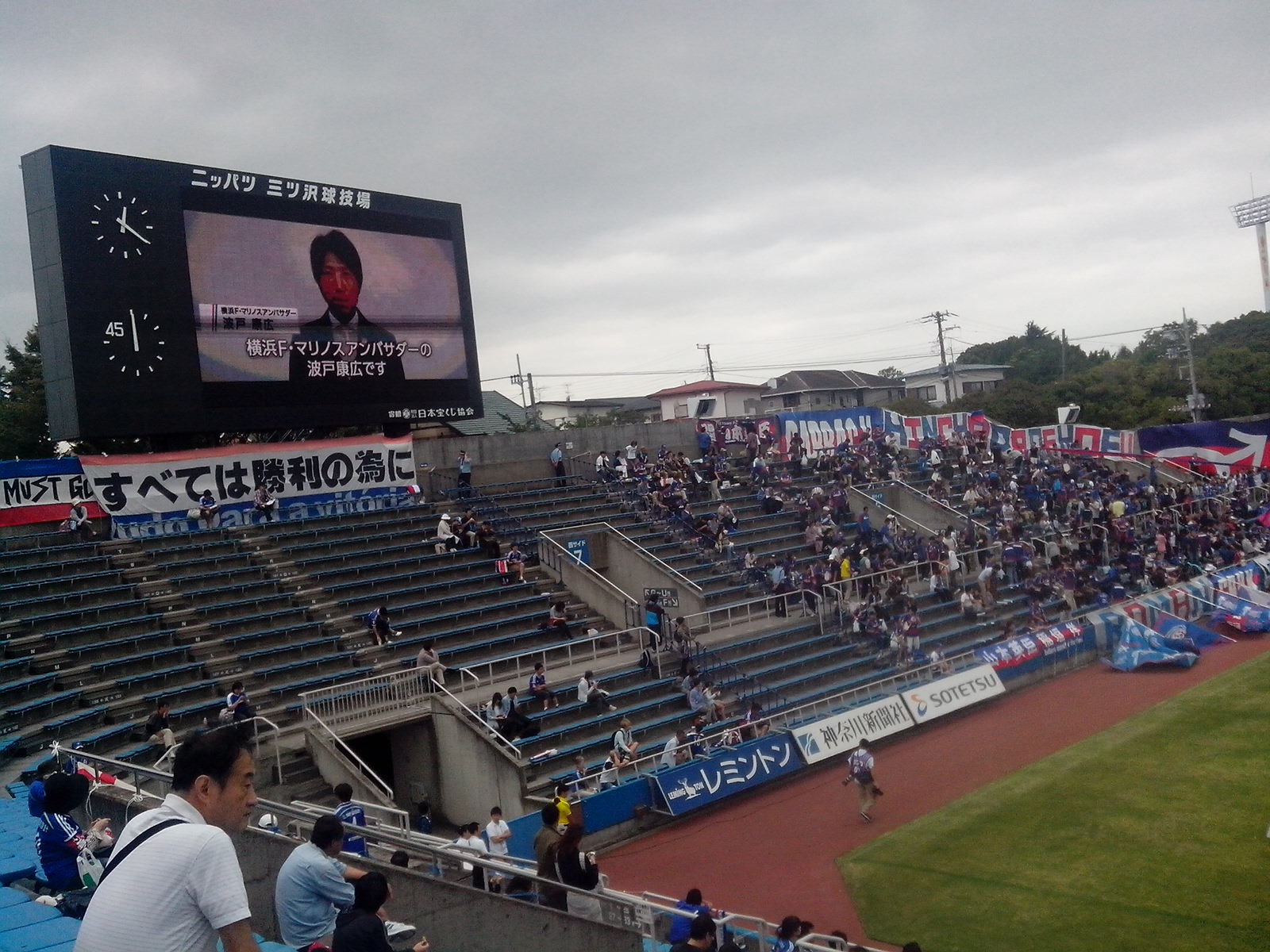
球場內觀（2014年9月）
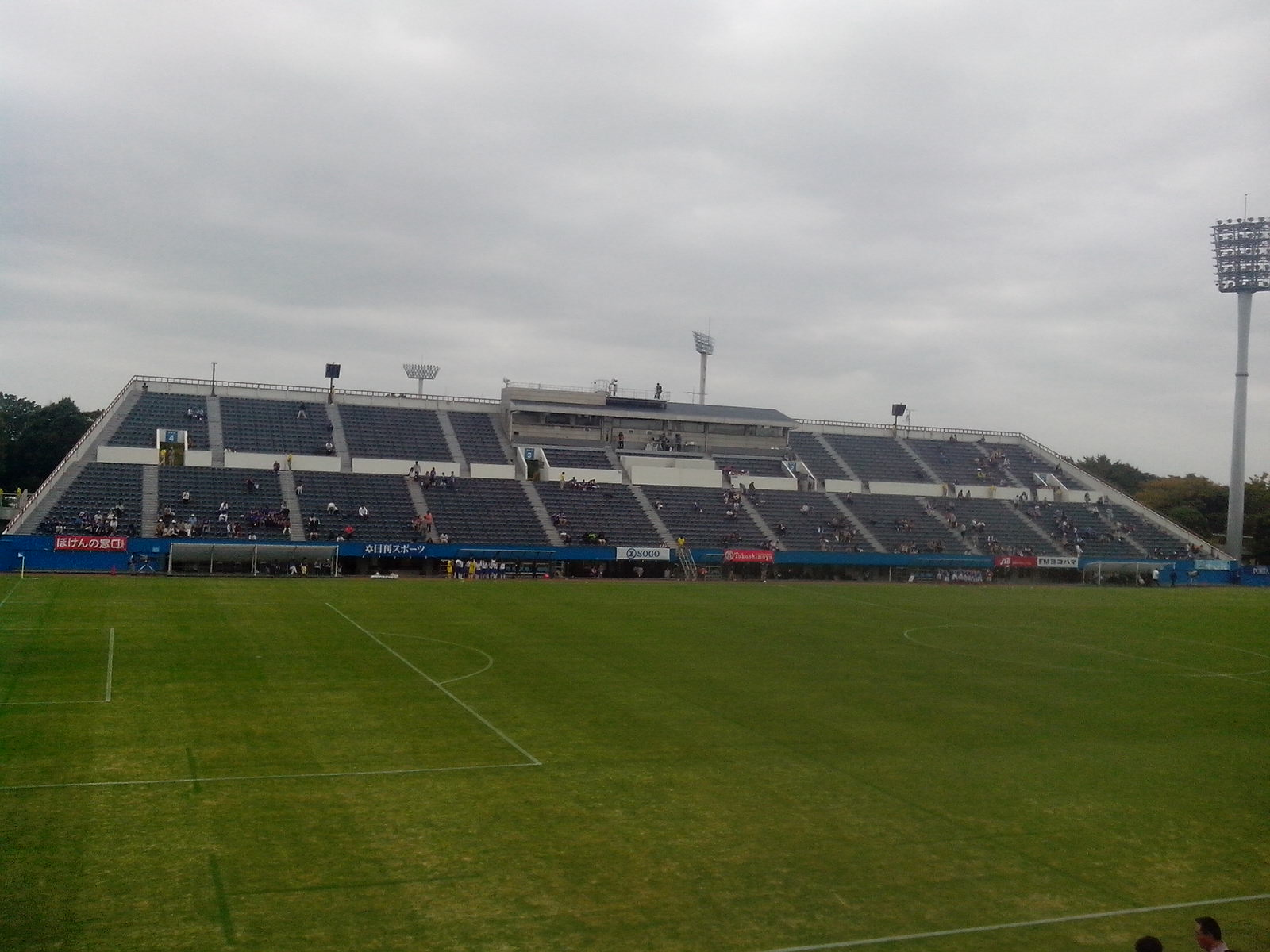
球場內觀（2014年9月）